# Znaimer Clarissinnenkloster
Das Znaimer Clarissinnenkloster war ein Kloster in der Stadt Znojmo (Znaim) in Tschechien.

## Geschichte
Das Clarissinnenkloster in Znaim wurde 1271 unter König Ottokar II. Přemysl gegenüber der Znaimer Burg in unmittelbarer Nachbarschaft zum Minoritenkloster errichtet, sodass beiden Klöstern eine gemeinsame Nutzung der Maria-Himmelfahrtskirche möglich war. Die innerhalb der Klausur des Nonnenklosters errichtete Kapelle wurde hauptsächlich zur Abhaltung des nächtlichen Chorgebetes genutzt.
König Ottokar II. berief aus Italien vier Klosterschwestern und anlässlich der am 1. Mai 1273 erfolgten Einweihung des Klosters durch Bischof Bruno von Schauenburg aus Olmütz traten weitere 12 Frauen dem Orden bei.
Ursprünglich bestritten die Schwestern ihren Lebensunterhalt von Spenden. 1285 erhielten sie als Stiftung das Dorf Taßwitz und 1296 wurden sie von Papst Bonifaz VIII. von allen Leistungen und Zahlungen an weltliche und geistliche Personen sowie von allen Fuß- und Rossmauten entbunden. 1318 wurde diese Bulle von Papst Johannes XXII. bestätigt. Gleichzeitig entband er die Stiftsgüter von Zehentleistungen an die weltliche Geistlichkeit. König Johann von Luxemburg folgte 1327 mit einer Enthebung von allen Leistungen und Zahlungen egal welcher Art an den Landesfürsten mit Ausnahme der landesfürstlichen Steuer.
Aus Anlass des Todes seiner Schwester Agnes schenkte König Wenzel II. 1299 dem Kloster das Dorf Wairowitz und bestätigte gleichzeitig die früher erfolgten Schenkungen. Im Lauf der späteren Jahre folgten weitere Schenkungen von Bargeld und Grundbesitz bis hin zu ganzen und Teilen von Dörfern. Mit dem Stift Klosterbruck kam es deshalb zu Streitigkeiten über die Gerichtsbarkeit in Dörfern, in denen beide Klöster Besitzungen hatten.
Markgraf Johann stellte 1357 das Kloster unter seinen unmittelbaren Schutz.
Bei einem Brand der Stadt Znaim 1494 wurde nicht nur das Kloster selbst zerstört, sondern auch alle Besitzurkunden. 1497 wurden diese von König Vladislav II. von Böhmen und Ungarn neu ausgestellt und die diversen Besitzungen bestätigt.
Der Verlust des Patronats über die Pfarre Sankt Michael und der Katharinakapelle in Znaim ermöglichte das Auftreten protestantischer Prediger, die auch gegen die Clarissinnen aktiv waren. Mit Beginn des Dreißigjährigen Krieges mussten die Clarissinnen das Kloster räumen und ihre Güter wurden von den Protestanten eingezogen. Nach der Schlacht am Weißen Berg 1620 erfolgte zwar eine Rückgabe des Klosters und der Besitzungen, allerdings brannte das Kloster 1623 und 1630 ab. Den Wiederaufbau ermöglichte nur die Hilfe durch Kaiser Ferdinand III.
Obwohl den Nonnen nach der Besetzung Znaims durch die Schweden 1645 eine eigene Sicherheitswache gestellt wurde, flohen diese 1645 in das Benediktinerstift Sankt Lambrecht. Die Rückkehr erfolgte erst 1647. Aus Angst vor den Türken, die 1683 gegen Wien zogen, flüchteten die Nonnen nach Teltsch und Neuhaus.
Die letzten großen Bauarbeiten am Znaimer Clarissinnenkloster fanden 1693 statt. Die Aufhebung des Klosters durch Kaiser Joseph II. erfolgte am 22. Mai 1782. Die dem Stift gehörigen Dörfer Weirowitz und Stupeschitz sowie die größere Hälfte von Taßwitz wurden dem Religionsfonds übertragen und als Gut Taßwitz-St. Clara verwaltet. 1796 wurde die Amtsverwaltung in Taßwitz aufgehoben, das Gut Taßwitz-St. Clara mit der aus einem Teil der Güter des ehemaligen Stiftes Klosterbruck gebildeten Grundherrschaft Klosterbruck zusammengelegt und gemeinsam am 2. Jänner 1827 an Karl Emanuel und Leopold von Liebenberg de Zsittin verkauft.

## Nachnutzung
In den Gebäuden des Clarissinnenklosters und des angrenzenden Franziskanerkloster samt den Kirchen wurden in der Folge die Militär-Erziehungsanstalt für das Infanterieregiment Erzherzog Ludwig, das Gymnasium und die Hauptschule, das Znaimer Theater mit einem Veranstaltungssaal sowie das Straf- und Korrektionshaus untergebracht. Der Zeitpunkt der Entweihung der gemeinsamen Klosterkirche ist nicht bekannt. 1840 wurde sie abgerissen.
Heute befindet sich im ehemaligen Clarissinnenkloster die Znaimer Handelsakademie.